# هامالاند
هامالاند كان مقاطعة تابعة كارولينجية في العصور الوسطى في شرق ما هو اليوم هولندا. نشأت اسمها من السكان السابقين شامافي الذين اندمجوا في كونفدرالية تشكلت حديثاً من الفرنجة. وهي تقع إلى الشرق من نهر آيسل وجنوب صالاند (الوطن الأصلي للفرنجة الفرنجة الساليون) وتفنته (الوطن الأصلي توبانتي الجرمانية). وقد كان يحكم هامالاند وشامافي منذ أواخر العصور القديمة ملوك مستقلين، قبل ان يشل حركتهم الفرنجة الكارولنجيون.